# Bernard Guyomard
Pour les articles homonymes, voir Guyomard.
Bernard Guyomard, né le 2 juin 1926 dans le 8e arrondissement de Paris et mort le 10 novembre 2010 à Ussel, est un homme politique français.

## Biographie
Bernard Guyomard est le fils de Nestor Guyomard, gardien de la paix, et de Rose Guyomard, née Garnier. En 1992, il épouse Odette Job.
Diplômé de la faculté de droit de Paris, il est notamment instituteur au collège Jean-Baptiste-Say à Paris, secrétaire d’administration, attaché d’administration, administrateur civil au secrétariat général de la marine marchande et chef du bureau des études économiques, statistiques et fiscales au sein de ce secrétariat général.
Lors de la campagne présidentielle de 1969, il est secrétaire général des comités de soutien à la candidature du président du Sénat, Alain Poher. De 1972 à 1989, il est directeur de cabinet de celui-ci et assure cette fonction lorsqu’Alain Poher est président de la République par intérim en 1974,.
En 1983, il est élu conseiller de Paris dans le 17e arrondissement, adjoint au maire de cet arrondissement ainsi qu’adjoint au maire de Paris, Jacques Chirac. Il est également conseiller régional d’Île-de-France de 1983 à 1986.
Il devient sénateur de Paris à la suite de la mort de Dominique Pado, en 1989. Vice-président du groupe de l’Union centriste, il est notamment rapporteur du budget des Affaires étrangères. Il ne brigue pas un nouveau mandat aux élections sénatoriales de 1995 et préside l’Amicale du Sénat à partir de 2001.

## Détail des mandats et fonctions
- 1983-1995 : conseiller de Paris, adjoint au maire du 17e arrondissement
- 1983-1986 : conseiller régional d’Île-de-France
- 1983-1989 : adjoint au maire de Paris
- 1989-1995 : sénateur de Paris
- 2001-2010 : président puis président d'honneur de l'Amicale du Sénat

## Distinctions
- Officier de la Légion d'honneur
- Officier de l'ordre national du Mérite
- Commandeur du Mérite de la République fédérale d'Allemagne
- Commandeur du Mérite de la République italienne
- Grande décoration d’honneur en argent de la République d'Autriche